# Scapomegas aurifer
Scapomegas aurifer är en skalbaggsart som beskrevs av Sylvain Auguste de Marseul 1887. Scapomegas aurifer ingår i släktet Scapomegas och familjen stumpbaggar. Inga underarter finns listade i Catalogue of Life.